# نانومنفذ
نانو منفذ یا نانوپور (Nanoporous) شامل یک چارچوب منظم آلی یا غیر آلی در مقیاس نانومتر است که از ساختار منظم و متخلخل ایجاد شده‌است. اندازه منافذ به‌طور کلی ۱۰۰ نانومتر یا کوچکتر است. بیشتر نانومنفذها را می‌توان به عنوان مواد فله یا غشا طبقه‌بندی کرد. کربن فعال و زئولیتها دو نمونه از نانومنفذهای فله هستند، در حالی که غشاهای سلولی می‌توانند به عنوان غشاء نانو منفذی محسوب شوند.
یک محیط متخلخل یا یک ماده متخلخل، ماده‌ای است که حاوی تعداد زیادی منفذ باشد. بخش اسکلتی مواد معمولاً «ماتریکس» یا «قاب (Frame)» نامیده می‌شود. منافذ معمولاً با یک ماده سیال (مایع یا گاز) پر می‌شوند. در طبیعت نانومنفذهای زیادی وجود دارد اما نوع مصنوعی آنها نیز وجود دارد که یکی از روشهای ساخت آنها به این ترتیب است که پلیمرهای با نقاط ذوب مختلف را ترکیب کرده و در نتیجه حرارت دادن به آن یک پلیمر از میان این ترکیب، تخریب شده و ایجاد نانومنفذ می‌کند. مواد نانومنفذی با منافذ یک اندازه، دارای ویژگی نفوذ پذیری انتخابی هستند که تنها مواد معینی را از خود عبود می‌دهند.

## رده‌بندی
مواد نانومنفذ را می‌توان به سه دسته تقسیم کرد که توسط آیوپاک تعیین شده‌اند:
- مواد ریزمنفذ: ۲–۰٫۲ نانومتر[۲]
مواد ریزمنفذ: ۵۰–۲ نانومتر[۳]
مواد ریزمنفذ: ۱۰۰–۵۰ نانومتر[۳]